# Trégrom
Trégrom är en kommun i departementet Côtes-d'Armor i regionen Bretagne i nordvästra Frankrike. Kommunen ligger i kantonen Plouaret som tillhör arrondissementet Lannion. År 2022 hade Trégrom 447 invånare.

## Befolkningsutveckling
Antalet invånare i kommunen Trégrom
Referens:INSEE